# Dušan Savić (Fußballspieler, 1985)
Dušan Savić (* 1. Oktober 1985 in Niš) ist ein mazedonischer ehemaliger Fußballspieler.

## Karriere
Dušan Savić begann seine Karriere 2004 beim FK Belasica Strumica. Nach sechs Spielzeiten in seiner Heimat wurde er 2010 vom FC Brașov aus Rumänien verpflichtet. 2011 entschied er sich zu einem Wechsel nach Usbekistan zu Pachtakor Taschkent. 2011 kehrte er in seine Heimat zurück und spielte bei den Rabotnički Skopje. 2012 ging der Stürmer in die Ukraine, wo er zwei Saisons verbrachte. 2014 ging er zum bulgarischen Verein Slawia Sofia. 2015 wurde Savić vom kasachischen Erstligisten Schetissu Taldyqorghan unter Vertrag genommen. Dort machte er mit zweistelligen Torquoten auf sich aufmerksam. Mitte 2016 schloss er sich Ligakonkurrent Tobol Qostanai an. Zur Mitte der Saison 2017 wechselte er zum FK Aqtöbe.
Anfang 2018 kehrte Savić nach Serbien zurück, wo er sich dem FK Zemun an. Seit Februar 2019 spielte er wieder für Belasica Strumica, kurz darauf für FK Dubočica.